# Cavallo di ritorno (diritto)
Il "cavallo di ritorno" è un sintagma gergale che designa una pratica illegale diffusa in Italia, generalmente consistente nella richiesta di pagamento di un riscatto, rivolta a chi ha subito un furto, per riottenere ciò che gli è stato rubato. Il fenomeno riguarda in particolare il settore del trasporto privato (automobili e altri veicoli) ed è riconducibile alla fattispecie dell'estorsione.

## Origine e significato
Originariamente, con la locuzione "cavallo di ritorno" si intendeva il cavallo da nolo, ossia il cavallo preso in affitto per raggiungere una determinata destinazione da parte di chi non possedeva né una propria carrozza né un proprio cavallo. Dovendo il cavallo ritornare nel luogo da cui era partito, il suo eventuale nuovo noleggio costava meno, essendo il cavallo di ritorno più stanco e lento rispetto a quello dell'andata.
Oggi, con la locuzione "cavallo di ritorno" si intende il riscatto che chi ha subito una rapina o un furto paga al ladro per riottenere il maltolto. Spesso l'espressione è usata per i furti di mezzi di trasporto pubblici e privati.

## Casistica
Il caso classico di cavallo di ritorno prevede che il ladro, dopo aver messo al sicuro il bene rubato (solitamente un autoveicolo), recuperi uno dei documenti del mezzo, principalmente la carta di circolazione, e contatti il proprietario. A questi propone poi lo scambio con una somma di denaro non equiparabile al valore del veicolo (tale da rendere comunque svantaggioso un nuovo acquisto), e da effettuarsi in luogo e in data stabilita, con eventuali minacce intimidatorie al seguito.
A questo punto il proprietario del bene ha in genere tre opzioni:
- presentare denuncia alle forze dell'ordine, le quali si adopereranno per la cattura dei malviventi e il reperimento della refurtiva;
- accettare lo scambio e presentarsi al luogo dell'appuntamento con la somma di denaro prestabilita;
- lasciar perdere e vedersi sottratta la proprietà del bene mobile.

Nonostante siano diversi, ad oggi, i casi che vedono il proponente del cavallo di ritorno catturato e condannato, si ritiene che statisticamente coloro che scelgono la via della denuncia siano in numero minore a quelli che non si rivolgono alle forze dell'ordine.
Il cavallo di ritorno, inoltre, è una delle cause che falsano le statistiche dei furti di autoveicoli e motociclette redatte annualmente dal Ministero dell'Interno regione per regione, poiché nella quasi totalità dei casi il contatto tra il malvivente e il derubato avviene in tempi brevissimi (a volte è lo stesso malvivente ad avvertire il derubato del furto) e quindi prima che ci sia stata una denuncia.
Un altro caso, molto praticato soprattutto dai ragazzi, prevede il furto di piccoli beni e mobili e di elettronica di consumo, come capi d'abbigliamento, console portatili o telefonini. Dopo un po' di tempo il ladro si rifà vivo, dicendo che ha sentito delle voci in giro e sa chi ha rubato l'oggetto, ma non può parlare. Si offre quindi, dietro compenso piuttosto basso, di parlare al ladro e riportare la merce al derubato. Di solito si tratta di cifre relativamente piccole, generalmente al di sotto dei 100 euro.